# Ранцано (Парма)
Ранцано је насеље у Италији у округу Парма, региону Емилија-Ромања.
Према процени из 2011. у насељу је живело 215 становника. Насеље се налази на надморској висини од 595 м.